# Estadio Miguel Grau (Callao)
Het Estadio Miguel Grau is een multifunctioneel stadion in Callao, een stad in Peru. Het stadion wordt vooral gebruikt voor voetbalwedstrijden, de voetbalclub Sport Boys Association maakt gebruik van dit stadion. In het stadion is plaats voor 17.000 toeschouwers. Het stadion werd geopend in 1996.